# Le Cercle (émission de télévision)
Pour les articles homonymes, voir Le Cercle.
Le Cercle est une émission de télévision de critique cinématographique animée par Lily Bloom et produite par Alain Kruger. Elle est diffusée sur Canal+ Cinéma le vendredi en deuxième partie de soirée et sur Canal+ le samedi à 12h25 en clair.
Cinq chroniqueurs cinéphiles débattent des films sortis en salle. Parfois, un invité du monde du cinéma est accueilli en fin d'émission.
Depuis 2019, une autre émission consacrée aux séries a été lancée : Le Cercle Séries.

## Présentation
- Mars 2004 - Juin 2007 : Daphné Roulier
- Septembre 2007 - Décembre 2015 : Frédéric Beigbeder
- Janvier - Juin 2016 : Daphné Roulier
- Septembre 2016 - Décembre 2020 : Augustin Trapenard
- Mai 2021 - Juillet 2022 : Alain Kruger (également producteur éditorial depuis 2005)
- Depuis septembre 2022 : Lily Bloom

## Chroniqueurs
Lily Bloom (France Culture, également actrice) est entourée de cinq chroniqueurs cinéma (depuis la rentrée 2013, contre six auparavant), parmi les personnes qui suivent :
- Philippe Rouyer (Positif)
- Marie Sauvion (Télérama)
- Jean-Marc Lalanne (Les Inrockuptibles)
- Xavier Leherpeur (Studio Ciné Live)
- Éric Neuhoff (Le Figaro Magazine)
- Adèle Van Reeth (France Culture)
- Jérôme Momcilovic (Chronic'art)
- Emily Barnett (Les Inrockuptibles, Grazia)
- Rebecca Manzoni (France Inter et Arte)
- Arnaud Viviant (France Inter, Revue Charles, membre de jurys littéraires, également écrivain)
- Kevin Elarbi (auteur, conférencier)
- Sophie Avon (Sud Ouest)
- François Bégaudeau (Transfuge)
- Frédéric Bonnaud (Le Mouv')
- Hélène Frappat (France Culture)
- Alain Riou (Le Nouvel Observateur)
- Axelle Ropert (La Lettre du cinéma, Les Inrockuptibles, également scénariste et cinéaste)
- Anne-Christine Haas (Paris Match)
- Aurélien Ferenczi (Télérama)
- Nicolas Schaller (Le Nouvel Observateur)
- Maroussia Dubreuil (So Film)
- Jacky Goldberg (Les Inrockuptibles)
- Frédéric Mercier (Transfuge)
- Quentin Jagorel (Profondeur de champs, réalisateur)
- Michaël Mélinard (L'Humanité-Dimanche)
- Ava Cahen (FrenchMania)
- Isabelle Regnier (Le Monde)
- Noémie Luciani (Le Monde)
- Claire Diao (Awotele)
- Simon Riaux (Écran large)
- Lucie Akoun (professeur de philosophie)
- Arthur Dreyfus (écrivain)
- Guillemette Odicino (Télérama)
- Romain Blondeau (Les Inrockuptibles)
- Nicolas Martin (France Culture)
- Murielle Joudet (Le Monde, Les Inrockuptibles)
- Léo Soesanto (Libération)
- Clément Schmidt (Dex et le Cinéma)
- Lucile Commeaux (France Culture)
- Arthur Bouet (Les Fiches du cinéma)
- Sophie Grech (Réalisé Sans Trucage)

## Top des meilleurs films de l'année
Lors de la dernière émission de l'année, un classement des meilleurs films de l'année est révélé, après un vote des chroniqueurs de l'émission.

### Années 2000
2007
1. La Vie des autres (Das Leben der Anderen) de Florian Henckel von Donnersmarck •  Allemagne
2. La graine et le mulet d'Abdellatif Kechiche •  France
3. La nuit nous appartient (We Own the Night) de James Gray •  États-Unis
4. I'm Not There de Todd Haynes •  États-Unis
5. Les Amours d'Astrée et de Céladon d'Éric Rohmer •  France
6. Les Chansons d'amour de Christophe Honoré •  France
7. Faut que ça danse ! de Noémie Lvovsky •  France

2008
1. Two Lovers de James Gray •  États-Unis
2. Vicky Cristina Barcelona de Woody Allen •  États-Unis
3. Valse avec Bachir (ואלס עם באשיר, Vals im Bashir) de Ari Folman •  Israël
4. Les plages d'Agnès de Agnès Varda •  France
5. À bord du Darjeeling Limited (The Darjeeling Limited) de Wes Anderson •  États-Unis
6. There Will Be Blood de Paul Thomas Anderson •  États-Unis
7. No Country for Old Men de Joel et Ethan Coen •  États-Unis
8. Un conte de Noël de Arnaud Desplechin •  France
9. Entre les murs de Laurent Cantet •  France
10. Rien que pour vos cheveux (You Don't Mess with the Zohan) de Dennis Dugan •  États-Unis

2009
1. Inglourious Basterds de Quentin Tarantino •  États-Unis
2. Le Ruban blanc (Das Weiße Band) de Michael Haneke •  Allemagne
3. Irène de Alain Cavalier •  France
4. Thirst, ceci est mon sang (박쥐, Bakjwi) de Park Chan-wook •  Corée du Sud
5. Gran Torino de Clint Eastwood •  États-Unis
6. Un prophète de Jacques Audiard •  France
7. Les Beaux Gosses de Riad Sattouf •  France
8. À l'origine de Xavier Giannoli •  France
9. Morse (Låt den rätte komma in) de Tomas Alfredson •  Suède
10. Là-Haut (Up) de Pete Docter •  États-Unis

### Années 2010
2010
1. Mystères de Lisbonne (Mistérios de Lisboa) de Raoul Ruiz •  Portugal
2. The Ghost Writer de Roman Polanski •  France
3. Poetry (시, Si) de Lee Chang-dong •  Corée du Sud
4. Bright Star de Jane Campion •  Australie
5. Les Amours imaginaires de Xavier Dolan •  Canada
6. The Social Network de David Fincher •  États-Unis
7. A Serious Man de Joel et Ethan Coen •  États-Unis
8. Des hommes et des dieux de Xavier Beauvois •  France
9. Oncle Boonmee, celui qui se souvient de ses vies antérieures (ลุงบุญมีระลึกชาติ, Lung Boonmee raluek chat) de Apichatpong Weerasethakul •  Thaïlande
10. Kaboom de Gregg Araki •  États-Unis

2011
1. Tomboy de Céline Sciamma •  France
2. Melancholia de Lars von Trier •  Danemark /  Suède
3. Drive de Nicolas Winding Refn •  États-Unis
4. La guerre est déclarée de Valérie Donzelli •  France
5. Pater d'Alain Cavalier •  France
6. Essential Killing de Jerzy Skolimowski •  Pologne
7. Une séparation (جدایی نادر از سیمین, Djodāï-yé Nāder az Simin) d'Asghar Farhadi •  Iran
8. La piel que habito de Pedro Almodóvar •  Espagne
9. Polisse de Maïwenn •  France
10. Shame de Steve McQueen •  Royaume-Uni

2012
1. Moonrise Kingdom de Wes Anderson •  États-Unis
2. Holy Motors de Leos Carax •  France
3. Skyfall de Sam Mendes •  Royaume-Uni /  États-Unis
4. Camille redouble de Noémie Lvovsky •  France
5. Laurence Anyways de Xavier Dolan •  Canada
6. Amour de Michael Haneke •  France /  Autriche
7. Le Marin masqué de Sophie Letourneur •  France
8. Looper de Rian Johnson •  États-Unis
9. Tabou (Tabu) de Miguel Gomes •  Portugal
10. (ex æquo)
  - Like Someone in Love de Abbas Kiarostami •  Japon /  Iran
  - In Another Country (다른 나라에서, Da-reun na-ra-e-suh) de Hong Sang-soo •  Corée du Sud

2013
1. La Vie d'Adèle d'Abdellatif Kechiche •  France
2. L'Inconnu du lac d'Alain Guiraudie •  France
3. Django Unchained de Quentin Tarantino •  États-Unis
4. Zero Dark Thirty de Kathryn Bigelow •  États-Unis
5. Inside Llewyn Davis de Joel et Ethan Coen •  États-Unis
6. Frances Ha de Noah Baumbach •  États-Unis
7. A Touch of Sin (天注定, Tian zhu ding) de Jia Zhangke •  Chine
8. Gravity d'Alfonso Cuarón •  États-Unis /  Royaume-Uni
9. Cloud Atlas d'Andy et Lana Wachowski et de Tom Tykwer •  Allemagne /  États-Unis
10. Les Garçons et Guillaume, à table ! de Guillaume Gallienne •  France

2014
1. Mommy de Xavier Dolan •  Canada
2. Timbuktu de Abderrahmane Sissako •  Mauritanie /  France
3. The Grand Budapest Hotel de Wes Anderson •  États-Unis
4. Only Lovers Left Alive de Jim Jarmusch •  Royaume-Uni
5. Saint Laurent de Bertrand Bonello •  France
6. Interstellar de Christopher Nolan •  États-Unis
7. Nymphomaniac de Lars von Trier •  Danemark
8. Gone Girl de David Fincher •  États-Unis
9. Quand vient la nuit (The Drop) de Michaël R. Roskam •  États-Unis
10. Boyhood de Richard Linklater •  États-Unis

2015
Les critiques de plusieurs blogs d'internet ont également pris part au vote.
1. Mad Max: Fury Road de George Miller •  États-Unis /  Australie
2. Trois souvenirs de ma jeunesse d'Arnaud Desplechin •  France
3. Mia madre de Nanni Moretti •  Italie
4. Le Fils de Saul (Saul Fia) de László Nemes •  Hongrie
5. Cemetery of Splendour (รักที่ขอนแก่น, Rak ti Khon Kaend'Achi) d'Apichatpong Weerasethakul •  Thaïlande
6. The Lobster de Yórgos Lánthimos •  Grèce
7. Marguerite de Xavier Giannoli •  France
8. Mustang de Deniz Gamze Ergüven •  Turquie /  France
9. Le Pont des espions (Bridge of Spies) de Steven Spielberg •  États-Unis
10. It Follows de David Robert Mitchell •  États-Unis

2016
1. Elle de Paul Verhoeven •  France
2. Aquarius de Kleber Mendonça Filho •  Brésil
3. Toni Erdmann de Maren Ade •  Allemagne
4. Mademoiselle (아가씨, ah-ga-ssi) de Park Chan-wook •  Corée du Sud
5. Carol de Todd Haynes •  États-Unis
6. Comancheria (Hell or High Water) de David Mackenzie •  États-Unis
7. Rester vertical de Alain Guiraudie •  France
8. Paterson de Jim Jarmusch •  États-Unis
9. Victoria de Justine Triet •  France
10. La loi de la jungle de Antonin Peretjatko •  France

2017
1. 120 Battements Par Minute de Robin Campillo  •  France
2. Grave de Julia Ducournau •  France
3. Carré 35 de Éric Caravaca •  France
4. Get Out de Jordan Peele •  États-Unis
5. La La Land de Damien Chazelle •  États-Unis
6. Petit Paysan de Hubert Charuel •  France
7. Faute d'amour (Нелюбовь, Nelyubov) de Andreï Zviaguintsev •  Russie
8. A Beautiful Day (You Were Never Really Here) de Lynne Ramsay •  Royaume-Uni /  États-Unis
9. Moonlight de Barry Jenkins •  États-Unis
10. The Florida Project de Sean Beaker •  États-Unis

2018
1. Leto de Kirill Serebrennikov  •  Russie
2. Phantom Thread de Paul Thomas Anderson •  États-Unis
3. Mektoub My Love : Canto Uno de Abdellatif Kechiche •  France
4. Jusqu'à La Garde de Xavier Legrand •  France
5. Girl de Lukas Dhont •  Belgique
6. Burning de Lee Chang-dong •  Corée du Sud
7. Pentagon Papers de Steven Spielberg •  États-Unis
8. Les Frères Sisters de Jacques Audiard •  France /  États-Unis
9. La Douleur de Emmanuel Finkiel •  France
10. L'Île aux Chiens de Wes Anderson  •  États-Unis

2019,
1. Parasite de Bong Joon-ho •  Corée du Sud
2. Once Upon a Time... in Hollywood de Quentin Tarantino •  États-Unis
3. Portrait de la jeune fille en feu de Céline Sciamma •  France
4. Le Traître de Marco Bellocchio •  Italie
5. Les Misérables de Ladj Ly •  France
6. Border d'Ali Abbasi •  Suède
7. Une Vie Cachée de Terrence Malick •  États-Unis
8. Joker de Todd Phillips •  États-Unis
9. Douleur et Gloire de Pedro Almodóvar •  Espagne
10. Chambre 212 de Christophe Honoré •  France

### Années 2020
2020
Non décerné pour cause de Covid-19
2021
1. Annette de Leos Carax •  France
2. Illusions Perdues de Xavier Giannoli •  France
3. Drive My Car (ドライブ・マイ・カー, Doraibu mai kā?) de Ryusuke Hamaguchi •  Japon
4. Madres Paralelas de Pedro Almodovar •  Espagne
5. First Cow de Kelly Reichardt •  États-Unis
6. Julie (en 12 chapitres) (Verdens Verste Menneske) de Joachim Trier •  Norvège
7. La Loi de Téhéran (متری شیش و نیم, Metri Shesh Va Nim) de Saeed Roustayi •  Iran
8. Aline de Valérie Lemercier •  France
9. Dune de Denis Villeneuve •  États-Unis /  Canada
10. (ex-aequo)
  - Titane de Julia Ducournau •  France
  - France de Bruno Dumont •  France

2022
1. Armageddon Time de James Gray •  États-Unis
2. Licorice Pizza de Paul Thomas Anderson •  États-Unis
3. Sans Filtre (Triangle of Sadness) de Ruben Östlund •  Suède
4. L'Innocent de Louis Garrel •  France
5. Top Gun : Maverick de Joseph Kosinski •  États-Unis
6. Les Amandiers de Valéria Bruni-Tedeschi •  France
7. As Bestas de Rodrigo Sorogoyen •  Espagne
8. Saint-Omer d'Alice Diop •  France
9. Pacifiction : Tourment sur les îles d'Albert Serra •  Espagne /  France
10. La Nuit du 12 de Dominik Moll •  France

2023
1. Tár de Todd Field •  États-Unis
2. Anatomie d'une chute de Justine Triet •  France
3. Le Règne animal de Thomas Cailley •  France
4. L'été dernier de Catherine Breillat •  France
5. The Fabelmans de Steven Spielberg •  États-Unis
6. Killers of the Flower Moon de Martin Scorsese •  États-Unis
7. Oppenheimer de Christopher Nolan •  États-Unis
8. L'Enlèvement de Marco Bellochio •  Italie
9. Chien de la casse de Jean-Baptiste Durand •  France
10. Simple comme Sylvain de Monia Chokri •  Canada

2024
1. La Zone d'intérêt de Jonathan Glazer • •  Royaume-Uni /  Pologne
2. Les Graines du figuier sauvage de Mohammad Rasoulof  •  Espagne /  France
3. Emilia Pérez de Jacques Audiard •  France
4. Anora de Sean Baker •  États-Unis
5. The Substance de Coralie Fargeat •  États-Unis
6. All We Imagine as Light de Payal Kapadia •  Inde
7. Furiosa : Une saga Mad Max de George Miller •  États-Unis
8. L'Amour ouf de Gilles Lellouche •  France
9. Miséricorde d'Alain Guiraudie •  France
10. Here (film, 2024) de Robert Zemeckis •  États-Unis

### Cinéastes les plus cités depuis 2007
- Quatre citations : 
  - Wes Anderson (À bord du Darjeeling Limited, Moonrise Kingdom, The Grand Budapest Hotel, L'Île aux chiens)
- Trois citations :
  - Abdellatif Kechiche (La graine et le mulet, La Vie d'Adèle, Mektoub My Love : Canto Uno)
  - Ethan et Joel Coen (No Country for Old Men, A Serious Man, Inside Llewyn Davis)
  - Quentin Tarantino (Inglorious Basterds, Djando Unchained, Once Upon a Time... in Hollywood)
  - Xavier Giannoli (À l'origine, Marguerite, Illusions Perdues)
  - Xavier Dolan (Les Amours imaginaires, Laurence Anyways, Mommy)
  - Pedro Almodovar (La piel que habito, Douleur et Gloire, Madres Paralelas)
  - James Gray (La nuit nous appartient, Two Lovers, Armageddon Time)
  - Paul Thomas Anderson (There Will be Blood, Phantom Thread, Licorice Pizza)
  - Steven Spielberg (Le Pont des espions, Pentagon Papers, The Fabelmans)
  - Alain Guidraudie (L'Inconnu du lac, Rester vertical, Miséricorde)
  - Jacques Audiard (Un prophète, Les Frères Sisters, Emilia Perez)
- Deux citations :
  - Todd Haynes (I'm Not There, Carol)
  - Christophe Honoré (Les Chansons d'amour, Chambre 212)
  - Noémie Lvovsky (Faut que ça danse !, Camille Redouble)
  - Arnaud Desplechin (Un conte de Noël, Trois souvenir de ma jeunesse)
  - Michael Haneke (Le Ruban blanc, Amour)
  - Park Chan-wook (Thrist, ceci est mon sang, Mademoiselle)
  - Lee Chang-dong (Poetry, Burning)
  - David Fincher (The Social Network, Gone Girl)
  - Céline Sciamma (Tomboy, Portrait de la jeune fille en feu)
  - Lars von Trier (Melancholia, Nymphomaniac)
  - Leos Carax (Holy Motors, Annette)
  - Apichatpong Weerasethakul (Oncle Boonmee, celui qui se souvient de ses vies antérieures, Cemetery of Splendour)
  - Alain Cavalier (Irène, Pater)
  - Jim Jarmusch (Only Lovers Left Alive, Paterson)
  - Julia Ducournau (Grave, Titane)
  - Christopher Nolan (Interstellar, Oppenheimer)
  - George Miller (Mad Max Fury Road, Furiosa)

### Autres classements
Top des Tops
Lors de la 300e édition du Cercle, le 24 avril 2014, un suffrage fut organisé parmi toutes les critiques ayant participé à l'émission pour désigner les meilleurs films parmi ceux figurant dans les précédents tops de l'année.
1. Melancholia de Lars von Trier •  Danemark /  Suède
2. Boulevard de la mort (Death Proof) de Quentin Tarantino •  États-Unis
3. La Vie d'Adèle : Chapitres 1 et 2 de Abdellatif Kechiche •  France
4. L'Inconnu du lac de Alain Guiraudie •  France
5. Two Lovers de James Gray •  États-Unis
6. Le Ruban blanc (Das Weiße Band) de Michael Haneke •  Allemagne
7. Les Amours imaginaires de Xavier Dolan •  Canada
8. Holy Motors de Leos Carax •  France
9. SuperGrave (SuperBad) de Greg Mottola •  États-Unis
10. Oncle Boonmee, celui qui se souvient de ses vies antérieures (ลุงบุญมีระลึกชาติ, Lung Boonmee raluek chat) de Apichatpong Weerasethakul •  Thaïlande

Top des 30 ans de Canal +
Lors de l'émission du 31 octobre 2014, la semaine précédant l'anniversaire de Canal+, il fut demandé aux chroniqueurs de désigner leur film préféré durant les 30 dernières années.
- The Tree of Life de Terrence Malick •  États-Unis (choisi par Éric Neuhoff)
- Mulholland Drive de David Lynch •  États-Unis (choisi par Emily Barnett et Philippe Rouyer)
- Pulp Fiction de Quentin Tarantino •  États-Unis (choisi par Aurélien Ferenczi)
- Soleil trompeur (Утомлённые солнцем, Outomlionnyïé solntsem) de Nikita Mikhalkov •  Russie (choisi par Adèle Van Reeth)

Justifiant le choix impossible parmi la multitude de films sortit, Beigbeder et Sauvion limitèrent leurs vote aux films sortis en 1984, l'année de la création de la chaîne.
- Les Nuits de la pleine lune de Éric Rohmer •  France (choisit par Marie Sauvion)
- Amadeus de Miloš Forman •  États-Unis (choisit par Frédéric Beigbeder)

Top 15 des films les plus marquants à l'occasion des 15 ans de l'émission
En 2019, à l'occasion des 15 ans de l'émission, la bande du Cercle se remémore les films les plus marquants de ces 15 dernières années, réalisés par des cinéastes ayant émergé entre 2004 et 2019. Un top sans hiérarchie :
- 40 ans, toujours puceau de Judd Apatow •  États-Unis
- Les Fils de l'homme d'Alfonso Cuaron •  Royaume-Uni /  États-Unis
- Quand j'étais chanteur de Xavier Giannoli •  France
- Canine de Yorgos Lanthimos •  Grèce
- Les Amours imaginaires de Xavier Dolan •  Canada
- Tomboy de Céline Sciamma •  France
- Intouchables d'Eric Tolédano et Olivier Nakache •  France
- Une séparation d'Asghar Farhadi •  Iran
- Mud, sur les rives du Mississippi de Jeff Nichols •  États-Unis
- L'Inconnu du lac d'Alain Guidraudie •  France
- Victoria de Justine Triet •  France
- Toni Erdmann de Maren Ade •  Allemagne
- Grave de Julia Ducournau •  France
- Faute d'amour d'Andreï Zviaguintsev •  Russie
- Heureux comme Lazzaro d'Alice Rohrwacher  •  Italie

Chacun des chroniqueurs du Cercle présent sur le plateau a pu citer le film qui l'a le plus marqué entre 2004 et 2019 :
- Frédéric Mercier : Les Hauts de Hurlevent d'Andrea Arnold •  Royaume-Uni
- Lily Bloom : Under the Skin de Jonathan Glazer •  États-Unis
- Philippe Rouyer : Melancholia de Lars von Trier •  Danemark /  Suède
- Marie Sauvion : Mademoiselle de Park Chan-wook •  Corée du Sud
- Ava Cahen : Frances Ha de Noah Baumbach •  États-Unis